# Cheick Diabaté
Cheick Diabaté (Bamako, 25 de abril de 1988) é um futebolista malinês que atua como atacante. Atualmente está sem clube.

## Carreira
Cheick Diabaté representou o elenco da Seleção Malinesa de Futebol no Campeonato Africano das Nações de 2013.

## Títulos
Bordeaux
- Copa da França: 2012–13

Persepolis
- Iran Pro League: 2022–23
- Copa do Irã: 2022–23
- Supercopa do Irã: 2023